# Pedro Etchegoyen
Pedro Etchegoyen foi um futebolista uruguaio, campeão olímpico. 

## Carreira
Pedro Etchegoyen fez parte da chamada Celeste Olímpica, conquistando, entre outros títulos, o campeonato olímpico em 1924.